# Novosetia
Novosetia es un género de foraminífero bentónico de la subfamilia Lepidorbitoidinae, de la familia Lepidorbitoididae, de la superfamilia Orbitoidoidea, del suborden Rotaliina y del orden Rotaliida. Su especie tipo es Lepidorbitoides tibetica. Su rango cronoestratigráfico abarca el Paleoceno.

## Discusión
Novosetia ha sido propuesto como sustituto de Setia, que ha sido considerado homónimo posterior del gasterópodo Setia Adams & Adams, 1852.

## Clasificación
Novosetia incluye a la siguiente especie:
- Novosetia tibetica †